# Baby (LL Cool J)
Baby è il secondo singolo del rapper statunitense LL Cool J estratto dal dodicesimo album Exit 13. La canzone, in collaborazione col cantante R&B The-Dream, è stata scritta da James Todd Smith, Terius "The-Dream" Nash e Christopher "Tricky" Stewart, quest'ultimo il quale l'ha anche prodotta.

## Informazioni
Baby è stato pubblicato il 19 agosto 2008 su iTunes come "singolo esclusivo" e, sempre su iTunes, è stato poi pubblicato il suo remix ufficiale.
Ha ottenuto un moderato successo all'interno della Billboard Hot 100, piazzandosi alla posizione n.52. È stato l'unico singolo estratto dell'album a entrare in tale classifica.
Da segnalare che il rapper Chamillionaire ha utilizzato la base del singolo per le tracce Not Your Baby (uno skit) e Answer Machine 3 (seguito di Answer Machine) contenute nel suo mixtape Mixtape Messiah 4.

## Remix
Il remix ufficiale della canzone è di genere rock ed è in collaborazione con Richie Sambora. È contenuto nell'album ed è l'ottava traccia.

## Videoclip
Il videoclip (disponibile su siti come YouTube) è stato prodotto da Steven Johnson e diretto da Benny Boom e dallo stesso LL Cool J. L'11 luglio 2008 ha fatto la sua première su FNMTV.
Nel video, LL Cool J e The-Dream vanno a un affollato party e il primo adocchia una bella ragazza sulla pista da ballo che danza a ritmo di musica, sorseggia un drink e gli fa cenni di intesa. Lui attirato va in pista e comincia a ballare con lei. Nelle scene successive, si vede il rapper portare la ragazza in macchina con lui e accompagnarla a un negozio.

## Classifica
| Chart (2008)                           | Posizione massima |
| -------------------------------------- | ----------------- |
| U.S.A. Billboard Hot 100               | 52                |
| U.S.A. Billboard Hot R&B/Hip-Hop Songs | 22                |
| U.S.A. Billboard Hot Rap Tracks        | 10                |
| U.S.A. Billboard Rhythmic Top 40       | 18                |
| U.S.A. Billboard Hot Digital Songs     | 67                |
| U.S.A. Billboard Pop 100               | 75                |
| Official Singles Chart                 | 56                |